# Яков Доростолски
Яков е български православен духовник, доростолски митрополит от 2020 година на Българската православна църква.

## Биография
Роден на 7 март 1971 година в София, България, със светското име Росен Стоичков Дончев. През 1989 година завършва средно образование и започва да учи в паралелния курс на Софийската духовна семинария. В 1990 година постъпва в Софийската духовна академия, който е придобил статут на факултет на Софийския университет през 1992 година. Като студент е духовно чедо на митрополит Натанаил Неврокопски и в словото си при ръкополагането си изтъкна: „Благодарен съм на Бога, че от младини имах възможност да се уча от велики духовници като блаженопочившите патриарх Максим, митрополит Натанаил, митрополит Геласий, които ми помогнаха да тръгна по пътя на вярата и да намеря пристана в моя живот, а именно монашеското житие и служение Богу“.
Години наред Росен Дончев се грижи за Кутугерската обител „Свети Йоаким Осоговски“ и полага големи старания за възобновяването на храма. Впоследствие обаче я напуска, поканен от митрополит Николай Пловдивски да ръководи Баткунската света обител край село Паталеница, Пазарджишко, където и постъпва в 2007 година. На 9 октомври същата година е замонашен от духовния му баща митрополит Николай с името Яков. На същия ден е назначен и за игумен на манастира. На 23 декември 2007 година е ръкоположен за йеродякон, а на 26 декември 2007 година за йеромонах от митрополит Николай. От 2010 година до 2012 година е епархийски съветник на Пловдивската митрополия. На 18 март 2012 година е възведен в архимандритско достойнство и е назначен за секретар на Пазарджишката духовна околия. През 2013 година митрополит Николай го назначава за архиерейски наместник на Пазарджишката духовна околия. В 2013 година е епархийски избирател от Пловдивската митрополия на Патриаршеския избирателен църковен събор.
На 14 декември 2016 година Светият синод на Българската православна църква в пълен състав единодушно решава архимандрит Яков да бъде наречен за константийски епископ и след хиротонията си да стане втори викарий на Пловдивската митрополия. На 20 декември 2016 година, в пазарджишкия храм „Успение Богородично“ е ръкоположен в епископски сан. Хиротонията е извършена от митрополит Николай Пловдивски в съслужение с митрополитите Григорий Великотърновски, Гавриил Ловчански, Йоан Варненски и Великопреславски, Серафим Неврокопски и Киприан Старозагорски, както и епископите Герасим Мелнишки – главен секретар на Синода, Сионий Велички – игумен на Троянския манастир, Григорий Браницки – викарий на софийския митрополит, Йеротей Агатополски – викарий на сливенския митрополит и Арсений Знеполски – викарий на пловдивския митрополит.
На 25 октомври 2020 година Светият синод на БПЦ избира епископ Яков Константийски за доростолски митрополит срещу кандидатурата на епископ Сионий Велички - двете кандидатури определени на епархийските избори в Силистра на 18 октомври 2020 година.